# Karol Molenda

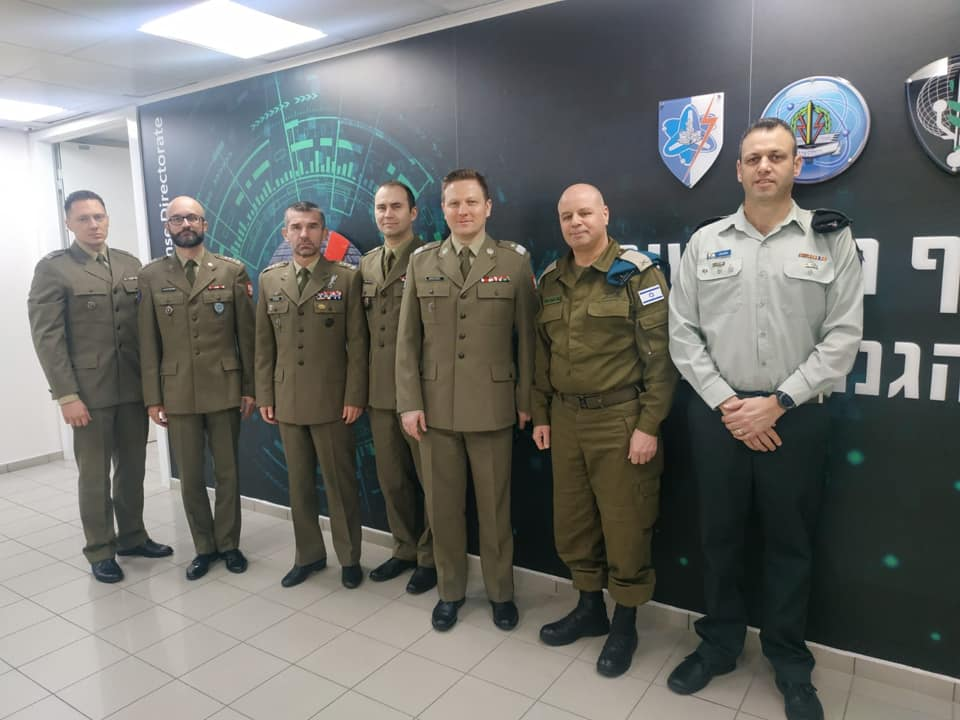
Karol Molenda (trzeci od prawej) podczas wizyty w Izraelu (2020)

Karol Stanisław Molenda – polski wojskowy, generał dywizji, dowódca Komponentu Wojsk Obrony Cyberprzestrzeni.

## Życiorys
Jest absolwentem Wojskowej Akademii Technicznej i Wyższej Szkoły Menadżerskiej w Warszawie. Po ukończeniu uczelni rozpoczął służbę w 12 batalionie dowodzenia, a po półtora roku został przeniesiony do Centrum Bezpieczeństwa Teleinformatycznego, które następnie włączone zostało do Służby Kontrwywiadu Wojskowego. W SKW pełnił m.in. funkcję naczelnika Wydziału Cyberkontrwywiadu. W lutym 2019 roku został pełnomocnikiem ministra obrony narodowej ds. utworzenia wojsk obrony cyberprzestrzeni.
11 marca 2019 Prezydent RP Andrzej Duda mianował go, jako funkcjonariusza Służby Kontrwywiadu Wojskowego na stopień generała brygady. Krótko potem objął stanowisko dyrektora Narodowego Centrum Bezpieczeństwa Cyberprzestrzeni. W lutym 2022 roku został dowódcą Komponentu Wojsk Obrony Cyberprzestrzeni. Postanowieniem Prezydenta RP Andrzeja Dudy został mianowany z dniem 14 sierpnia 2023 roku na stopień generała dywizji.

## Odznaczenia
- Złoty Krzyż Zasługi – 2023[7]
- Srebrny Krzyż Zasługi – 2020[8]
- Brązowy Krzyż Zasługi
- Medal Brązowy za Długoletnią Służbę
- Medal Stulecia Odzyskanej Niepodległości
- Brązowy Medal „Siły Zbrojne w Służbie Ojczyzny”
- Srebrny Medal „Za zasługi dla obronności kraju”
- Brązowy Medal „Za zasługi dla obronności kraju”
- Złota Wojskowa Odznaka Sprawności Fizycznej (przed 2012)
- Odznaka pamiątkowa WAT
- Odznaka pamiątkowa NCBC – 2020, ex officio
- Odznaka pamiątkowa DKWOC – 2023, ex officio
- Odznaka absolwenta WAT
- Medal „Pro Patria” – 2020[9]
- Medal „Milito Pro Christo”
- Medal „W służbie Bogu i Ojczyźnie”
- Army Commendation Medal – Stany Zjednoczone, 2019[10][11]

## Nagrody
W 2020 roku został laureatem nagrody Buzdygany przyznawanej przez Polskę Zbrojną. We wrześniu 2021 roku został wyróżniony nagrodą European Cybersec Award.